# Wightmanita
La wightmanita és un mineral de la classe dels borats. Rep el seu nom en honor de Randall H. Wightman (1915-1969), director d'exploració i explotació minera de la Riverside Cement Company (Califòrnia).

## Característiques
La wightmanita és un borat de fórmula química Mg₅O(BO₃)(OH)₅·2H₂O. Cristal·litza en el sistema monoclínic en forma de cristalls pseudohexagonals petits, aspres i prismàtics sense acabar, mostrant les cares {010}, {100}, {110}, i diverses altres formes menors; comunament en
agregats radials. La seva duresa a l'escala de Mohs és 5,5.
Segons la classificació de Nickel-Strunz, la wightmanita pertany a «06.AB: borats amb anions addicionals; 1(D) + OH, etc.» juntament amb els següents minerals: hambergita, berborita, jeremejevita, warwickita, yuanfuliïta, karlita, azoproïta, bonaccordita, fredrikssonita, ludwigita, vonsenita, pinakiolita, blatterita, chestermanita, ortopinakiolita, takeuchiïta, hulsita, magnesiohulsita, aluminomagnesiohulsita, fluoborita, hidroxilborita, shabynita, gaudefroyita, sakhaïta, harkerita, pertsevita-(F), pertsevita-(OH), jacquesdietrichita i painita.

## Formació i jaciments
La wightmanita és un mineral molt rar que es forma en contacte amb pedra calcària metamorfosada. Va ser descoberta a la pedrera Commercial, al comtat de Riverside (Califòrnia, Estats Units) associada amb els següents minerals: fluoborita, szaibelyita, dolomita i calcita. També ha estat descrita al dipòsit de pedra calcària de Twin Lakes i en una ocurrència d'skarn al comtat de Fresno (Califòrnia).